# Electrafixion
Electrafixion fue una banda de rock alternativo británica formada en 1994 por los antiguos miembros de Echo & the Bunnymen, Ian McCulloch y Will Sergeant, junto al bajista Leon de Sylva y el batería Tony McGuigan. Publicaron un único disco titulado Burned y cuatro sencillos y EP antes de su disolución en 1996, debido en parte a la reunión de The Bunnymen. En 1997 se lanzó un sencillo edición limitada en formato de siete pulgadas titulado "Baseball Bill". Para su banda en directo incluían a Julian Phillips (ex Marion) tocando bajo y a su hermano, George Phillips, como batería.

## Discografía

### Sencillos
- Zephyr EP (1994, WEA/Warners, 12"/cs/CD, YZ 865 T/C/D)
- "Lowdown" (1995, WEA/Warners, 7"/cs/CD, YZ 977 X/C/CD)
- "Never" (1995, WEA/Warners, cs/cds/CD, WEA 022C/CD/CDX)
- "Sister Pain" (1996, WEA/Warners, CD/cds/CD, WEA 037 CD1/CD2/CD3)
- "Baseball Bill" (1997, Phree, 7", PHREE 1)

### Álbumes
- Burned (1995, WEA/Warners, CD/C, 0630 11248-2/-4)